# Rokytnice (Zlín)
Rokytnice (in tedesco Roketnitz) è un comune della Repubblica Ceca facente parte del distretto di Zlín, nella regione di Zlín.